# Jan Łazorek
Jan Łazorek (ur. 1938 w Aksaminicach koło Przemyśla, zm. 2000 w Warszawie) – artysta plastyk związany  z Kazimierzem Dolnym, studia w warszawskiej Akademii Sztuk Pięknych 1958-64, dyplom w 1964 roku.
75 wystaw indywidualnych:
w Wiedniu, wielokrotnie w Warszawie, Lublinie, Wrocławiu, Krakowie, Kazimierzu Dolnym, Gdańsku, Lipsku, Busku-Zdroju, Paczkowie, Malmö, Sztokholmie, Göteborgu (Szwecja), Nowym Jorku, Waszyngtonie, Pricton, Union (USA), Bardejov (Słowacja), Gorlice, Sanok.
Wystawy zagraniczne:
Udział w pokazach sztuki polskiej: Wiedeń, Praga, Karlove Vary, Berlin, Hamburg, Bruksela, Oslo, Nowa Zelandia, Sindelringen, Düsseldorf, Antibes, New York, New Hope (USA).
Wystawy zbiorowe:
Brał udział w pięćdziesięciu wystawach ogólnopolskich, okręgowych i poplenerowych oraz Interart 1989, 1990.
Prace w zbiorach:
Muzeum Narodowe w Szczecinie, Muzeum w Majdanku, Muzeum w Kazimierzu Dolnym, BWA w Lublinie, kilkadziesiąt prac znajduje się w polskich placówkach dyplomatycznych w zbiorach prywatnych w kraju oraz w Anglii, USA, Francji, RFN, Japonii, Norwegii, Szwecji, na Węgrzech, Turcji, Belgii, Jugosławii, Grecji, Austrii, Kanadzie, Muzeum Holocause w Waszyngtonie.